# Lissodus
Lissodus is een geslacht van uitgestorven haaien uit de familie Lonchiidae van de orde Hybodontiformes. De soorten uit dit geslacht kwamen voor van het Laat-Devoon tot in het Krijt.

## Vondsten
Lissodus had een min of meer mondiale verspreiding. De oudst bekende soort is L. lusavorichi, waarvan fossielen uit het Frasnien (Laat-Devoon) zijn gevonden in West-Australië. De jongste fossielen zijn gevonden in de afzettingen uit het Maastrichtien (Laat-Krijt) van Laramidia, het toenmalige westelijke subcontinent van Noord-Amerika.
L. africanus uit het Trias werd als eerste soort beschreven. Fossielen van deze soort zijn gevonden in de Cynognathus Assemblage Zone van de Beaufortgroep in de Zuid-Afrikaanse Karoo. Op dezelfde locatie zijn fossielen van andere vissoorten gevonden, zoals de longvis Ptychoceratodus en de primitieve straalvinnige Saurichthys.

## Kenmerken
Lissodus was een kleine haai van vijftien tot twintig centimeter lang. De platte tanden waren geschikt om te kraken en dienden zo voor het eten van schelpdieren. Lissodus leefde voornamelijk op de bodem. Het was een zoetwaterhaai. 

## Soorten
- Lissodus africanus
- Lissodus angulatus
- Lissodus bartheli
- Lissodus cassangensis
- Lissodus cristatus
- Lissodus guenneguesi
- Lissodus hasleensis
- Lissodus johnsonorum
- Lissodus leiodus
- Lissodus leiopleurus
- Lissodus lepagei
- Lissodus levis
- Lissodus minimus
- Lissodus wardi
- Lissodus xiushuiensis